# Arma de antimateria

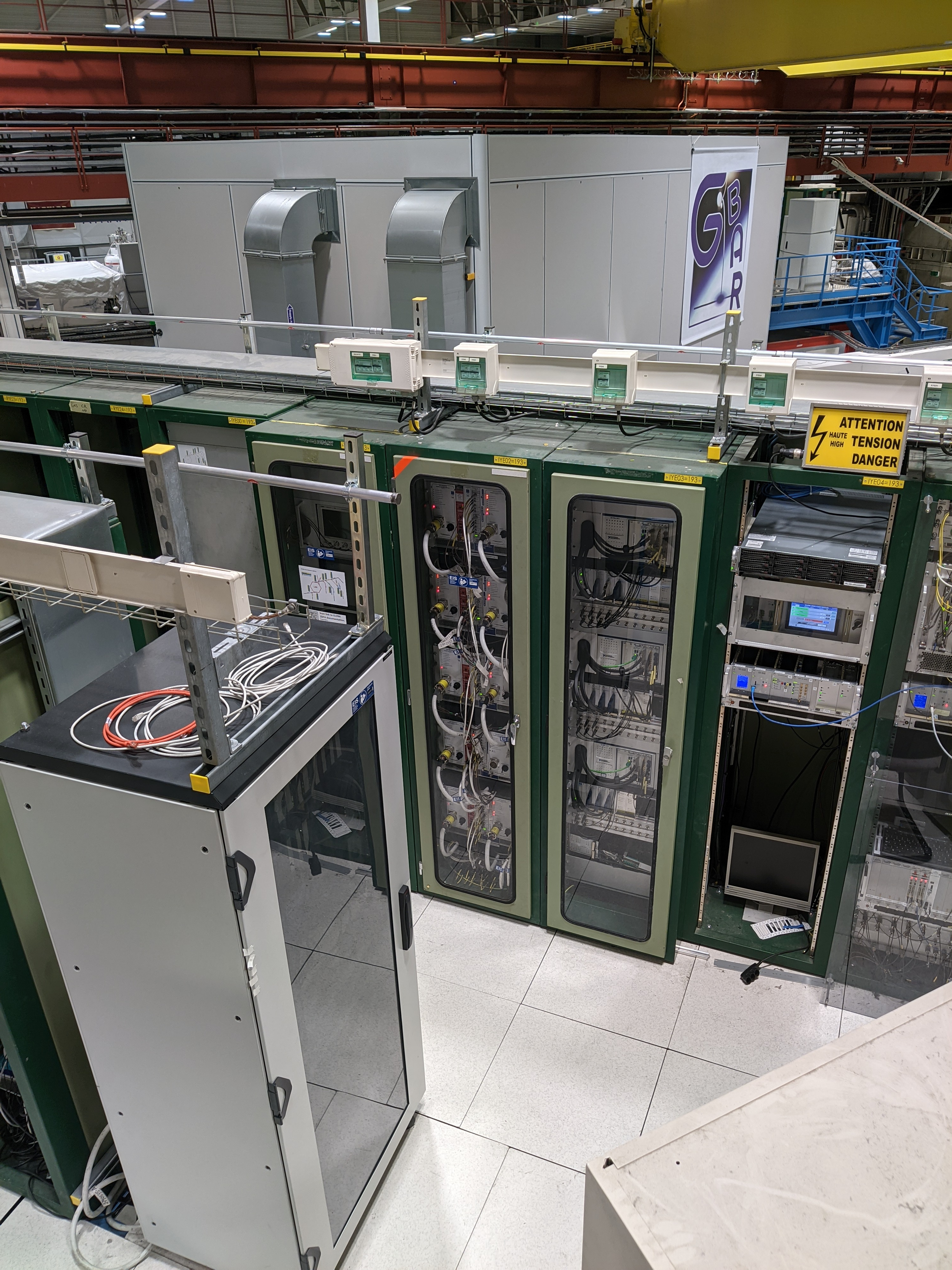
Bastidores de servidores cerca del experimento GBAR, en el edificio de la fábrica de antimateria del CERN.

Un arma antimateria es un dispositivo teóricamente posible que usa antimateria como fuente de energía, propulsor o explosivo para un arma. Las armas antimateria aún no se pueden producir debido al costo actual de producción de antimateria (estimado en 63 billones de dólares por gramo) dada la tecnología extremadamente limitada disponible para crearlo en masas suficientes para ser viable en un arma, y el hecho de que se aniquila tocando la materia ordinaria, haciendo que la contención sea muy difícil. 
La ventaja primordial de un arma tan teórica es que las colisiones de antimateria y materia provocan que la suma total de su equivalente de energía de masa se libere como energía, que es al menos dos órdenes de magnitud mayor que la liberación de energía de las armas de fusión más eficientes (100% a 0.4-1%). La aniquilación requiere y convierte masas de antimateria y materia exactamente iguales por la colisión que libera toda la energía de masa de ambos, que para 1 gramo es ~9×1013 julios. Usando la convención de que 1 kilotón es equivalente a TNT=4.184×1012 julios (o un billón de calorías de energía), medio gramo de antimateria que reacciona con medio gramo de materia ordinaria (un gramo en total) da como resultado 21.5 kilotones de energía equivalente.

## Adquisición y almacenamiento de antimateria
La producción y contención de antimateria son actualmente barreras impenetrables (debido a las limitaciones tecnológicas actuales) para la creación de armas de antimateria. Se necesitarían cantidades medidas en gramos para lograr un efecto destructivo comparable con las armas nucleares convencionales. 
Actualmente, las pocas reacciones físicas conocidas para producir antimateria involucran aceleradores de partículas o bombardeo de partículas, pero actualmente son altamente ineficientes y prohibitivamente costosos. La tasa de producción global por año es de solo 1 a 10 nanogramos. En 2008, la producción anual de antiprotones en las instalaciones del Antiproton Decelerator del CERN fue de varios picogramos a un costo de US$20 millones. Por lo tanto, en el nivel actual de producción, un equivalente de una bomba de hidrógeno de 10 Mt (alrededor de 250 gramos de antimateria) tomaría 2.5 mil millones de años de producción de energía de toda la Tierra para ser producido. Un miligramo de antimateria tomaría 100,000 veces la tasa de producción anual para ser producido.  Por ejemplo, un equivalente de la bomba atómica de Hiroshima tomaría medio gramo de antimateria, pero le tomaría al CERN dos millones de años producirlo al ritmo de producción actual.  
Desde la primera creación de antiprotones artificiales en 1955, las tasas de producción aumentaron casi geométricamente hasta mediados de los años ochenta; Recientemente se realizó un avance significativo cuando se produjo un solo átomo de antihidrógeno suspendido en un campo magnético. Las leyes físicas como la pequeña sección transversal de la producción de antiprotones en colisiones nucleares de alta energía hacen que sea extremadamente difícil mejorar la eficiencia de la producción de antimateria dada la tecnología actual. 

## Avances recientes y obstáculos físicos
La investigaciones realizada en 2008 aumentaron drásticamente la cantidad de positrones (antielectrones) que se pueden producir. Los físicos del Laboratorio Nacional Lawrence Livermore en California utilizaron un láser corto y ultraintensivo para irradiar un objetivo de oro de un milímetro de espesor que produjo más de 100 mil millones de positrones.
Incluso si fuera posible convertir energía directamente en pares de partículas/antipartículas sin ninguna pérdida, una planta de energía a gran escala que genera 2000 MWe podría producir en 25 horas un gramo de antimateria. Dado el precio promedio de la energía eléctrica de alrededor de US$50 por megavatio hora, esto pone un límite más bajo en el costo de la antimateria a $ 2.5 millones por gramo. Sugieren que esto haría que la antimateria sea muy rentable como combustible para cohetes, ya que solo un miligramo sería suficiente para enviar una sonda a Plutón y volver en un año, una misión que sería completamente inasequible con los combustibles convencionales. A modo de comparación, el costo del Proyecto Manhattan (para producir la primera bomba atómica) se estima en US$23 mil millones a precios de 2007. Sin embargo, la mayoría de los científicos dudan si tales eficiencias podrían lograrse alguna vez. 
El segundo problema es la contención de antimateria. La antimateria se aniquila con materia regular en contacto, por lo que sería necesario evitar el contacto, por ejemplo, produciendo antimateria en forma de partículas sólidas cargadas o magnetizadas, y suspendiéndolas usando campos electromagnéticos en un vacío casi perfecto. La solución obvia de confinar un objeto cargado dentro de un contenedor con carga similar no es factible ya que el campo eléctrico en el interior es uniforme. Por esta razón, es necesario que los objetos cargados se muevan en relación con el contenedor y que puedan estar confinados a una región central por campos magnéticos; por ejemplo, en forma de toroide o trampa de Penning. 
Para lograr la compacidad dado el peso macroscópico, la carga eléctrica general del núcleo del arma antimateria debería ser muy pequeña en comparación con el número de partículas. Por ejemplo, no es factible construir un arma usando positrones solos, debido a su repulsión mutua. El núcleo del arma antimateria debería consistir principalmente en antipartículas neutrales. Se han producido cantidades extremadamente pequeñas de antihidrógeno en los laboratorios, pero es extremadamente difícil contenerlos (enfriándolos a temperaturas de varios milikelvins y atrapándolos en una trampa Penning). E incluso si estos experimentos propuestos fueran exitosos, solo atraparían varios átomos de antihidrógeno para fines de investigación, muy pocos para armas o propulsión de naves espaciales. Aún no se han producido átomos de antimateria más pesados. 
La dificultad de prevenir la detonación accidental de un arma antimateria puede contrastarse con la de un arma nuclear. Mientras que las armas nucleares son 'a prueba de fallas', las armas antimateria son intrínsecamente 'fatales': en un arma antimateria, cualquier falla de contención daría como resultado inmediatamente la aniquilación, lo que dañaría o destruiría el sistema de contención y conduciría a la liberación de todo el material antimateria, haciendo que el arma detonase por completo a pleno rendimiento. Por el contrario, un arma nuclear moderna explotará con un rendimiento significativo si (y solo si) el disparador nuclear se dispara con absoluta precisión, lo que resulta en una fuente de neutrones que se libera por completo rápidamente (microsegundos). En resumen, un arma antimateria debe evitar activamente la detonación; mientras que un arma nuclear no lo hará a menos que se haga deliberadamente para hacerlo.

## Costo
En 2004, el costo de producir una millonésima parte de un gramo de antimateria se estimó en US$60 mil millones.
Las armas más pequeñas son más viables económicamente: una granada de mano moderna MK3 contiene 227g de TNT. Una billonésima parte de un gramo de positrones contiene tanta energía como 37.8 kilogramos (83 libras) de TNT. El costo de 2004 de la "granada de mano de positrones" (10 billonésima parte de un gramo de antimateria, equivalente a 378g de TNT), que podría encajar en una bala de francotirador, es de US$600,000. Esto excluye el costo del dispositivo de microcontención si tal cosa es posible.

## Armas catalizadas por antimateria
La propulsión de pulso nuclear catalizada por antimateria propone el uso de antimateria como un "disparador"  para iniciar pequeñas explosiones nucleares; las explosiones proporcionan empuje a una nave espacial. Teóricamente, la misma tecnología podría usarse para fabricar armas muy pequeñas y posiblemente "libres de fisión" (muy bajo impacto nuclear). Las armas catalizadas por antimateria podrían ser más discriminantes y dar lugar a una contaminación a largo plazo menor que la de armas nucleares convencionales, y su uso podría ser, por lo tanto, más políticamente aceptable. 